# Voreia Tzoumerka
Voreia Tzoumerka (tiếng Hy Lạp: ?) là một khu tự quản ở vùng Íperos, Hy Lạp. Khu tự quản Voreia Tzoumerka có diện tích 358 km², dân số theo điều tra ngày 18 tháng 3 năm 2001 là 4361 người.